# Radio Italia Story
Radio Italia Story è una compilation di Radio Italia pubblicata il 16 aprile 2013 da Solomusicaitaliana e distribuita da Sony Music.

## Tracce

### CD 1
1. Lucio Dalla – L'anno che verrà – 4:26
2. Mia Martini – E non finisce mica il cielo – 4:05
3. Claudio Baglioni – Avrai – 5:21
4. Loredana Bertè – Il mare d'inverno – 4:13
5. Fiorella Mannoia – Quello che le donne non dicono – 3:58
6. Luca Carboni – Farfallina – 5:17
7. Lucio Dalla e Gianni Morandi – Vita – 4:35
8. Pooh – Uomini soli – 4:03
9. Fabrizio De André – Don Raffaè – 4:08
10. Pino Daniele – Quando – 3:36
11. Marco Masini – Cenerentola innamorata – 5:19
12. Antonello Venditti – Alta marea – 5:36
13. Vasco Rossi – Vivere – 5:33
14. Eros Ramazzotti – Cose della vita – 4:48
15. Gianna Nannini – Meravigliosa creatura

### CD 2
1. Giorgia – Come saprei – 5:00
2. Gianluca Grignani – Falco a metà – 4:43
3. Luciano Ligabue – Certe notti – 4:21
4. Zucchero Fornaciari – Il volo – 5:31
5. 883 – Una canzone d'amore – 5:32
6. Raf – Sei la più bella del mondo – 4:44
7. Renato Zero – I migliori anni della nostra vita – 4:27
8. Mina – Volami nel cuore – 3:37
9. Franco Battiato – La cura – 4:04
10. Articolo 31 – La fidanzata – 4:31
11. Biagio Antonacci – Iris (tra le tue poesie) – 3:59
12. Gemelli DiVersi – Un attimo ancora – 3:56
13. Daniele Silvestri – Salirò – 3:55
14. Negrita – Magnolia – 4:29
15. Le Vibrazioni – Vieni da me – 4:07

### CD 3
1. Neffa – Prima di andare via – 3:49
2. Tiziano Ferro – Non me lo so spiegare – 4:00
3. Jovanotti – Mi fido di te – 4:30
4. Elisa e Luciano Ligabue – Gli ostacoli del cuore – 4:26
5. Laura Pausini – Invece no – 3:55
6. Giusy Ferreri – Novembre – 3:06
7. Negramaro – Meraviglioso – 3:59
8. Marco Mengoni – In un giorno qualunque – 3:38
9. Modà – Sono già solo – 3:26
10. Alessandra Amoroso – La mia storia con te – 3:50
11. Dolcenera – Ci vediamo a casa – 3:59
12. Noemi – Sono solo parole – 3:37
13. Francesco Renga – La tua bellezza – 3:32
14. Emma – Non è l'inferno – 3:39
15. Cesare Cremonini – Una come te – 4:16